# Melipona paraensis
Melipona paraensis är en biart som beskrevs av Adolpho Ducke 1916. Melipona paraensis ingår i släktet Melipona och familjen långtungebin. Inga underarter finns listade i Catalogue of Life.